# Фаткулов, Нургали Гизетович
Нургали Гизетович Фаткулов — советский хозяйственный, государственный и политический деятель.

## Биография
Родился в 1900 году в Якутске. Член ВКП(б).
С 1918 года — на хозяйственной, общественной и политической работе. В 1918—1955 гг. — начальник телеграфной конторы Управления связи Олёкминского района, секретарь Якутского областного Совета профсоюза работников связи, заведующий Организационным отделом Якутского областного комитета ВКП(б), председатель Якутской областной контрольной комиссии ВКП(б), народный комиссар рабоче-крестьянской инспекции Якутской АССР, заведующий Отделом торговли Якутского областного комитета ВКП(б), 1-й секретарь Алданского районного комитета ВКП(б), председатель СНК Якутской АССР, управляющий трестом «Якутстрой» Народного комиссариата коммунального хозяйства Якутской АССР, председатель Исполнительного комитета Якутского городского Совета, помощник управляющего Госрыбтреста по кадрам, заведующий Научной библиотекой Якутского филиала Академии наук СССР.
Избирался депутатом Верховного Совета СССР 1-го созыва.